# Nacip Raydan
Nacip Raydan là một đô thị thuộc bang Minas Gerais, Brasil. Đô thị này có diện tích 228,587 km², dân số năm 2007 là 2957 người, mật độ 10,8 người/km².